# Doppio negativo
Doppio negativo (Deadly Companion, anche conosciuto come Double Negative) è un film canadese del 1980 diretto da George Bloomfield. 
Il film è basato sul libro del 1948 The Three Roads scritto da Kenneth Millar con lo pseudonimo Ross Macdonald.